# 푸른 천사
《푸른 천사》(독일어: Der blaue Engel)는 1930년 개봉한 독일의 희비극 영화이다. 조셉 폰 스턴버그가 감독과 공동각본을 맡았으며, 하인리히 만의 소설 운라트 선생 이 영화의 원작이다.

## 출연

### 주연
- 에밀 재닝스

### 조연
- 마를렌 디트리히
- 커트 게론

## 기타
- 원작자: 하인리히 만
- 미술: 오토 훈테